# Роберт Дарвін
Роберт Ворінг Дарвін (англ. Robert Waring Darwin; 30 травня 1766 — 13 листопада 1848) — англійський лікар і фінансист, член Лондонського королівського товариства, член впливового сімейства Дарвінів-Веджвудів (англ. Darwin-Wedgwood family), батько Чарльза Дарвіна.

## Біографія
Роберт Дарвін Народився 30 травня 1766 року в Лічфілді в сім'ї натураліста, лікаря і поета Еразма Дарвіна і Мері Говард. Через чотири роки Мері Говард померла, і вихованням хлопчика зайнялася Мері Паркер, служниця сім'ї, яка незабаром стала коханкою Еразма Дарвіна і принесла Роберту двох єдинокровних сестер.
У 1783 році Роберт вступив до Единбурзького університету, де почав вчитися на лікаря і жив в одному будинку з професором хімії Джозефом Блеком. Паралельно протягом декількох місяців навчався в Лейденському університеті, де і отримав ступінь доктора медицини (англ. Doctor of Medicine) 26 лютого 1785 року. Його докторська дисертація мала грандіозний успіх, однак, швидше за все, в її написанні активну участь взяв батько студента, Еразм. 21 лютого 1788 року був прийнятий до Лондонського королівського товариства.
У 1787 році батько відправив Роберта, давши йому всього 20 фунтів, займатися лікарською практикою в Шрусбері, і в цьому місті Роберт провів все своє життя, одружився, обзавівся шістьма дітьми і помер.
Ставши успішним практикуючим лікарем, Роберт Дарвін вирішив спробувати себе як фінансиста: він купив кілька будинків в Шрусбері і отримував дохід, здаючи їх; став основним власником акцій каналу Трент і Мерсі (англ. Trent and Mersey Canal); вклався в модернізацію стародавньої дороги Уотлінг-стріт. Батько Роберта домовився з художником Джозайей Уеджвудом, щоб той віддав за Роберта свою улюблену дочку, Сюзанну. Весілля відбулося 18 квітня 1796 року; За рік до неї батько нареченої помер, залишивши їй у спадок 25 000 фунтів. На ці гроші молода сім'я вибудувала Будинок над річкою Северн, в якому народилися всі їхні діти, включаючи Чарльза Дарвіна; цей будинок отримав власне ім'я — Маунт (англ. The Mount, Shrewsbury).
Роберт Дарвін помер 13 листопада 1848 року в Маунті на 83-му році життя.

## Сім'я та діти
18 квітня 1796 року він одружився з Сузанною Ведгвуд, дочкою виробника глиняного посуду Джозії Ведгвуда, в Св. Мерілебоуні, Міддлсекс (тепер частина Лондона), і у них було шість дітей:
- Меріенн Дарвін (1798-1858), одружилася з Генрі Паркером (1788-1858) в 1824 році.
- Керолайн Сара Дарвін (1800-1888), одружилася зі своїм кузеном Джозією Ведгвудом III.
- Сьюзен Елізабет Дарвін (1803-1866), не була у шлюбі.
- Еразм Альві Дарвін (1804-1881)
- Чарльз Роберт Дарвін (1809-1882)
- Емілі Кетрін Дарвін (1810-1866), одружена в 1863 зі священнослужителем Чарльзом Ленгтоном, вдівцем її кузини Шарлотти Ведгвуд.

Він і його дружина поховані в церкві Св. Чеда, Монтфорді, під Шрусбері.

## Нагороди
- член Лондонського королівського товариства.

## Факти
- Роберт Дарвін одним з перших детально описав явище післяобразу.[7]
- Роберт Дарвін в молодості був дуже худий, але пізніше сильно погладшав: при зрості 188 сантиметрів він важив до 153 кілограмів, а після просто перестав зважуватися. Перед тим як увійти в незнайомий будинок, він посилав вперед слугу перевірити на міцність мостини.[8]
- Роберт Дарвін не хотів відпускати свого сина в знамените навколосвітнє плавання, його вдалося умовити дати згоду з великими труднощами.